# Brownsville Station
Brownsville Station est un groupe américain de rock, originaire d'Ann Arbor, dans le Michigan. Après s'être séparé en 1979, le groupe se reforme en 2012.

## Biographie

### Première période (1969–1979)
Originaire comme les Stooges de la ville d'Ann Arbor (proche de Détroit), Brownville Station est formé en 1969 à l'initiative du chanteur-guitariste Cub Koda et du guitariste Michael Lutz. Le batteur TJ Cronley et le bassiste Tony Driggins complètent ensuite la formation. Lorsque Driggins quitte le groupe en 1972, Lutz passe à la basse et Browville Station devient un trio. C'est à cette période que le groupe rencontre son plus grand succès, notamment en 1974 avec la chanson Smokin' in the Boys' Room. Brownville Station est considéré comme un des précurseurs du punk rock tant par son mélange de blues et de rock'n roll joué à toute vitesse que par son attitude scénique.
Leur plus grand succès, Smokin' In the Boys Room, écrit par Michael Lutz et Cub Koda, de leur album Yeah!, atteint la troisième place du Billboard Hot 100 et la 27e de l'UK Singles Chart. Il compte deux millions d'exemplaires vendus et est certifié disque d'or par RIAA le 15 janvier 1974.
En 1977, Brownsville Station enregistre Martian Boogie, l'un de leur sept singles à atteindre le Hot 100. (Lady) Put the Light On, un autre single, atteint aussi le hot 100 à la 46e place. Après le départ de Cronley, Henry « H-Bomb » Weck est recruté. Le single Kings of the Party atteint la 31e des charts en 1974.
Cub Koda deviendra le plus visible des membres des Brownsville Station après leur séparation. Il enregistre plusieurs albums solo et tourne avec son propre groupe The Points. Après son départ de Brownsville Station, T. J. Cronley décide de servir le Corps des Marines comme pilote. Il prend sa retraite avec le grade de lieutenant-colonel en 1992. Il sera ensuite pilote pour FedEx. Il est aussi musicien et peintre en parallèle.

### Deuxième période (depuis 2012)
En 2012, Lutz et Weck se dirigent vers le Lutz’s Tazmania Studio. Ils publient un nouvel album intitulé Still Smokin'.

## Membres

### Membres actuels
- Mike Lutz - chant, guitare solo, basse, claviers (1969-1979, depuis 2012)
- Henry « H Bomb » Weck - batterie, chant (1972-1979, depuis 2012)
- Billy Craig  - guitare, chant (depuis 2012)
- Arlen Viecelli  - guitare, chant (depuis 2013)
- Brad Johnson  - basse, chant (depuis 2013)

### Anciens membres
- Cub Koda - guitare, chant, harmonica (1969–1979)
- T.J. Cronley - batterie (1969–1971)
- Tony Driggins - basse, chant (1969–1972)
- Bruce Nazarian - guitare, chant, clavier, basse (1975–1979)
- Andy Patalan - guitare, chant (2012-2013)

## Discographie

### Albums studio
- 1970 : No BS
- 1972 : A Night On the Town US #191
- 1973 : Yeah! US #98
- 1974 : School Punks US #170
- 1975 : Motor City Connection
- 1977 : Brownsville Station
- 1978 : Air Special
- 2012 : Still Smokin'

### Compilations
- 1993 : Smokin' In the Boys Room: The Best of Brownsville Station
- 2003 : Smokin' In the Boys Room and Other Hits
- 2005 : Smokin' In the Boys Room
- 2006 : Rhino Hi-Five: Brownsville Station

### Singles
- 1969 : Rock and Roll Holiday
- 1970 : Be-Bop Confidental
- 1971 : Roadrunner
- 1971 : That's Fine
- 1972 : The Red Back Spider (US #96)
- 1973 : Let Your Yeah Be Yeah (US #57, UK #52)
- 1973 : Smokin' in the Boys Room (US #3, UK #27)
- 1974 : Im the Leader of the Gang (US #48)
- 1974 : Kings of the Party (US #31)
- 1974 : I Got It Bad for You
- 1977 : Lady (Put The Light On Me) (US #46)
- 1977 : The Martian Boogie (US #59)
- 1979 : Love Stealer/Fever (sous le nom de Brownsville)